# Hans-Karl Koch
Ne doit pas être confondu avec Hans Koch ou Hans Koch (officier SS).
Hans-Karl Koch (Potsdam, 17 octobre 1897-Berlin 1er juillet 1934) était un responsable politique nazi.
Koch rejoint le corps franc dirigé par Ernst Röhm, puis s’engage dans la SA. Il est SA-Brigardeführer du groupe Wetsmark. En 1932, il est élu député du Parti nazi au parlement du land de Prusse et en 1933, il devient membre du Reichstag, élu dans le canton électoral de Liegnitz.
Hans Koch est assassiné par des membres de la SS le 1er juillet 1934 lors de la nuit des Longs Couteaux.

## Source
- (de) Cet article est partiellement ou en totalité issu de l’article de Wikipédia en allemand intitulé « Hans-Karl Koch » (voir la liste des auteurs).